# Grotte de Kilu
La grotte de Kilu est un site préhistorique situé sur l'île Buka, dans la région autonome de Bougainville, en Papouasie-Nouvelle-Guinée. Avec des traces d'occupation humaine remontant à environ 32 000 ans, la grotte de Kilu est le plus ancien site préhistorique connu dans l'archipel des îles Salomon.

## Situation
La grotte de Kilu est située sur l'île Buka, au pied d'une falaise calcaire, à 65 m du littoral.

## Contexte
Avant la découverte de la grotte de Kilu en 1987, les plus anciens sites montrant des traces d'occupation humaine dans l'archipel des îles Salomon étaient des sites polynésiens de la culture Lapita datés d'environ 1000 av. J.-C.. Cependant, les anthropologues pensaient depuis longtemps que l'occupation humaine des Îles Salomon remontait à beaucoup plus tôt, sur la base de preuves linguistiques et anthropologiques.
Durant le dernier maximum glaciaire, il y a 26 000 à 19 000 ans, l'île Buka faisait partie d'une île beaucoup plus grande, le Grand Bougainville, qui reliait les îles actuelles de Buka, Bougainville, les îles Shortland, Choiseul, Santa Isabel et Florida en une grande île unique. Le Grand Bougainville aurait eu une superficie totale maximum d'environ 46 400 km2 . Cette grande île était peu éloignée de Guadalcanal,.

## Chronologie
La grotte de Kilu a été occupée pour la première fois au Paléolithique supérieur, entre environ 33 000 et 20 000 ans avant le présent (AP). La plus ancienne datation par le carbone 14, faite sur une coquille de gastéropode marin du genre Nerita, est comprise entre 33 560 et 31 850 ans AP calibrés.
Après une interruption durant le Tardiglaciaire, la grotte est réoccupée de manière plus intensive au cours de l'Holocène, entre environ 7000 et 3000 av. J.-C..

## Faune
Les occupants de la grotte de Kilu disposaient d'un large choix d'espèces animales terrestres et marines pour se nourrir. La plupart des ossements fossiles d'animaux trouvés dans la grotte de Kilu sont probablement dus à la prédation humaine. Le site contient un grand nombre de coquillages, d'arêtes de poisson et de restes d'animaux terrestres. Les restes d'animaux terrestres proviennent de mammifères (rongeurs, chauves-souris) et de reptiles (lézards, serpents, tortues grenouilles). 
Des os de poissons ont été trouvés dans la grotte de Kilu. La majeure partie des arêtes de poisson de la première période proviennent de poissons de récif, et environ 20 % de poissons pélagiques. Ces derniers appartiennent aux familles des Scombridae, Coryphaena et Carangidae. On a également trouvé des restes de requins.
Plusieurs espèces éteintes ont été découvertes dans la grotte de Kilu.
77 ossements fossiles d'oiseaux ont été collectés sur le site. Les os proviennent de 18 espèces différentes d'oiseaux terrestres, dont 7 sont non précisées ou maintenant éteintes, et dont 11 sont désormais disparues de l'île de Buka. Cinq espèces de rats endémiques des Îles Salomon ont été identifiées. Deux nouvelles espèces de rats, Solomys spriggsarum et Melomys spechti, ont été identifiées à partir de restes fossiles de la grotte de Kilu.

## Archéobotanique
La grotte de Kilu est à ce jour le seul site de Mélanésie présentant des traces de l'utilisation de plantes par les premiers habitants de la région. La présence de grains d'amidon de taro a été découverte sur 17 des outils lithiques de la couche du Paléolithique supérieur de la grotte de Kilu. Deux types de taro ont été découverts dans la grotte de Kilu, Colocasia (14 outils identifiés) et Alocasia (3 outils identifiés).
Les occupants de la grotte de Kilu semblent également avoir consommé la noix de galip (Canarium des espèces Canarium indicum et Canarium solomonense) et la noix de coco,,.

## Artéfacts
L'assemblage d'artéfacts de la grotte de Kilu se compose principalement d'outils lithiques simples sur éclats, fabriqués à partir de roche volcanique (environ 80 % de tous les artéfacts), de quartz, de calcite et de chaille,. 214 outils lithiques ont été découverts sur le site ; la plupart d'entre eux (200) proviennent de la couche du Paléolithique supérieur. Des coquillages façonnés ont également été collectés sur le site. Ceux fabriqués à partir de Turbo marmoratus ont été trouvés dans la couche du Paléolithique supérieur, tandis que ceux fabriqués à partir de Terebralia palustris et de Tridacna ont été trouvés dans la couche de l'Holocène. Des dents de requin perforées ont également été trouvées dans la couche holocène.
Par ailleurs, 44 tessons de poterie de la culture Lapita, datés d'environ 500 av. J.-C., ont été découverts dans les couches supérieures du site.